# Karhu Basket
Karhu Basket is een Finse basketbalclub uit Kauhajoki die opgericht werd in 2017 en uitkomt in de Korisliiga.

## Geschiedenis
Karhu Basket werd in 2017 opgericht nadat de profafdeling van Kauhajoen Karhu dat uitkwam in de Korisliiga werd afgesplitst van de club. Karhu won in 2018, 2019 en in 2022 het Fins landskampioenschap. Daarnaast eindigde de club in 2021, 2023 en 2024 in de top drie.

## Erelijst
- Fins landskampioen: 2018, 2019, 2022
  - Tweede: 2021, 2023
  - Derde: 2024

## Coaches
- Jussi Laakso (2017-2019)
- Janne Koskimies (2019-)

## Bekende (oud)-spelers
| - Topias Palmi - Okko Järvi - Skylar Spencer - Osasumwen Osaghae |